# Aristaria trinitalis
Aristaria trinitalis är en fjärilsart som beskrevs av William Schaus 1906. Aristaria trinitalis ingår i släktet Aristaria och familjen nattflyn. Inga underarter finns listade i Catalogue of Life.